# Goswijn II van Cortenbach

Familiewapen
van Cortenbach

Goswijn II van Cortenbach (ca. 1378-1448) was heer van Cortenbach en Nieuwenhagen.

## Afstamming en levensloop
Goswijn was een telg uit het adellijke Huis Cortenbach. Hij was de zoon van Gerard I van Cortenbach (ca. 1342-?), heer van Cortenbach, en Elisabeth ("Lisa") Hoen de Cartils (ca. 1343-?). Hij werd waarschijnlijk geboren op het Kasteel Passarts-Nieuwenhagen bij Heerlen.
Hij trouwde met Elisabeth Agnes ("Bela") Huyn van Merkelbeek. Agnes, of Bela/Bella zoals zij ook genoemd werd, was de dochter van Reinart Servaes ("Reiner") van Huyn van Amstenrade (1344-na 1391), stadhouder en voogd te Valkenburg, heer van Merkelbeek (vanaf 1374) en Passart te Nieuwenhagen, en Catharina ("Kaet") van Dobbelsteijn tot Doenraedt (ca. 1350-?).
Uit hun huwelijk werd geboren:
- Jan I van Cortenbach (ca. 1402-1467), heer van Cortenbach, Keerbergen (1448-1467) en Helmond (1433-1467).

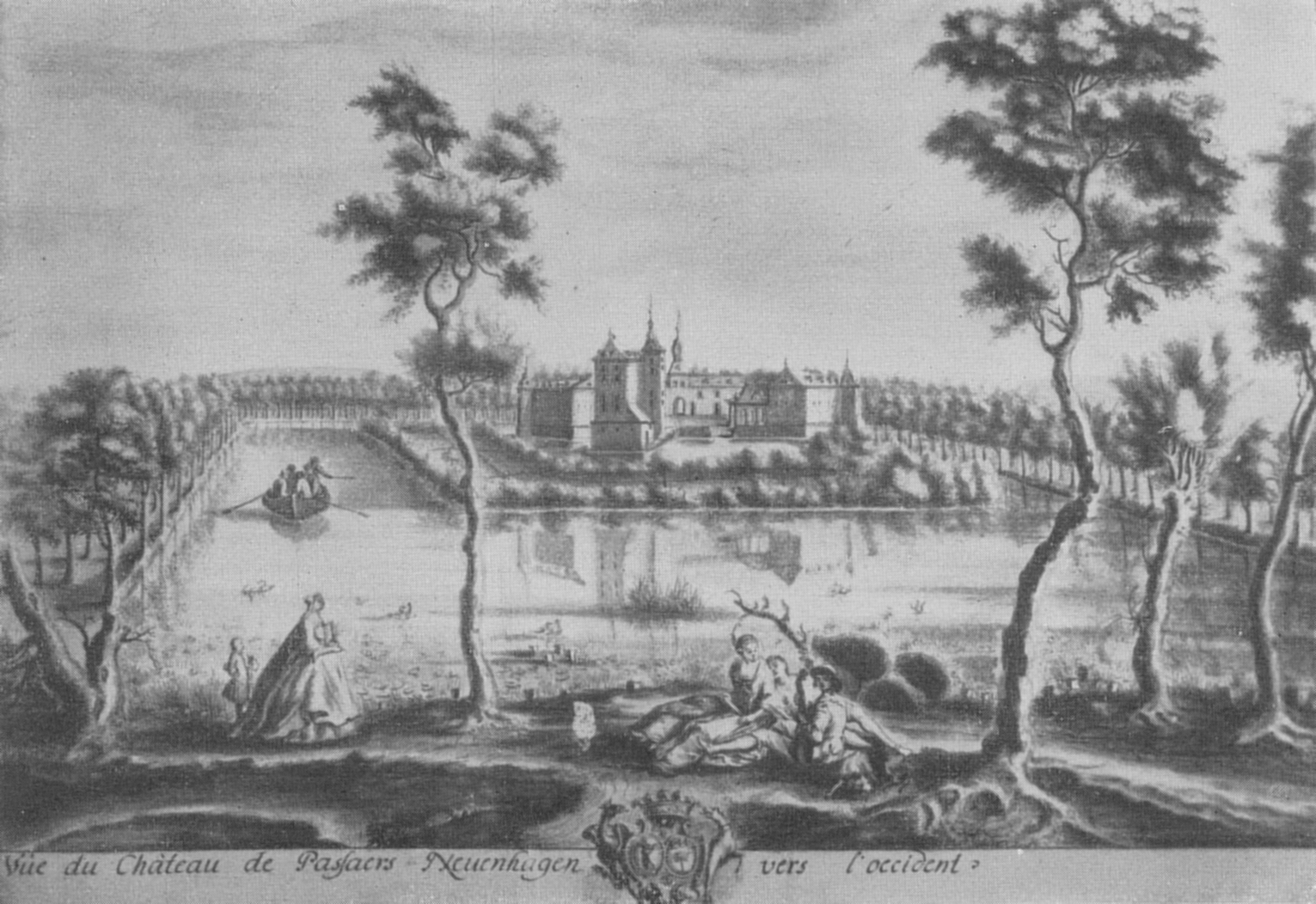
Kasteel Passarts-Nieuwenhagen (18e eeuw)
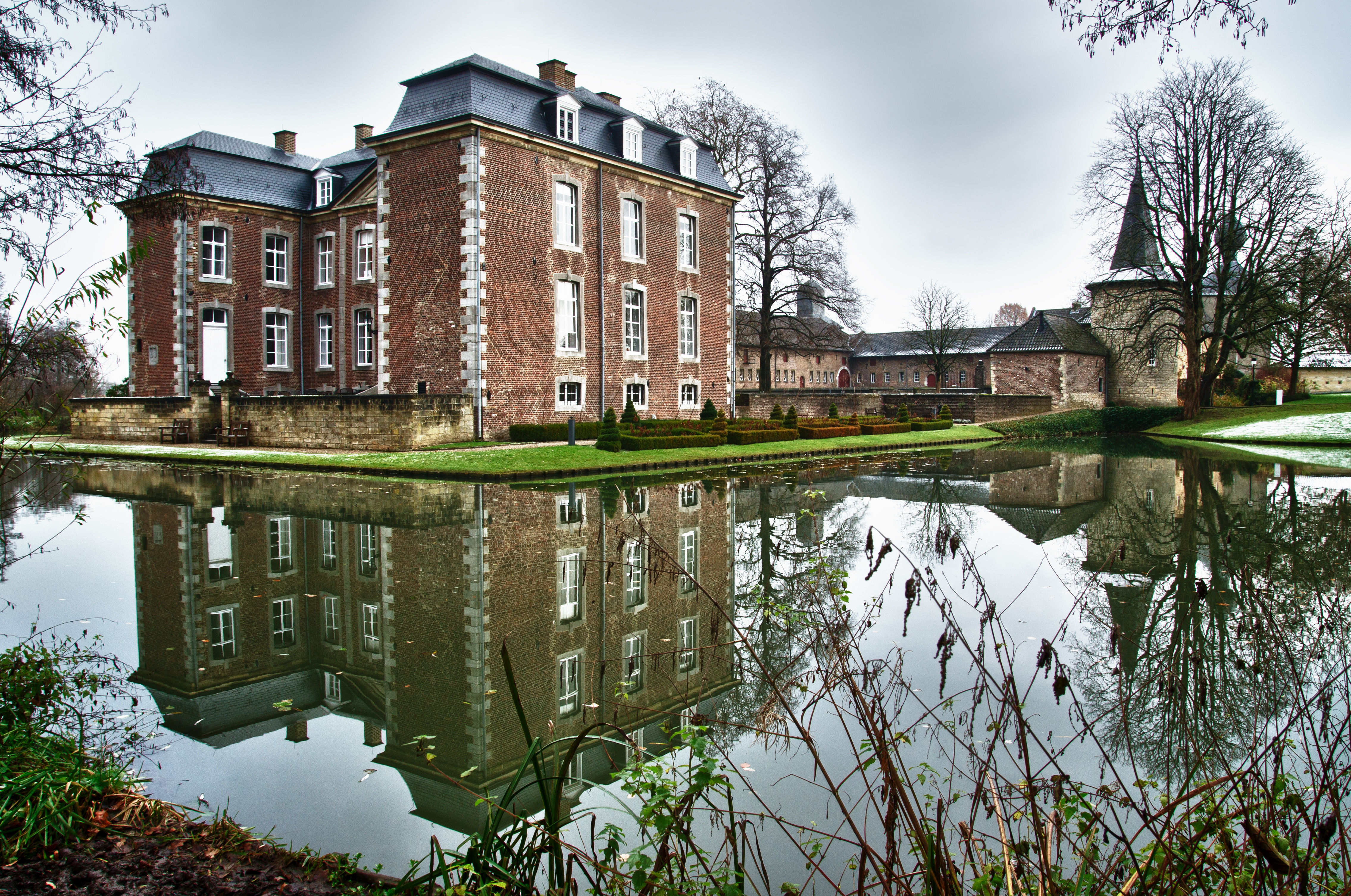
Kasteel Cortenbach